# Palmer (Alasca)
Palmer é uma cidade localizada no estado americano de Alasca, no Distrito de Matanuska-Susitna. A cidade foi fundada em 1916, e incorporada em 1951.

## Demografia
De acordo com o censo americano de 2010, a sua população era de 5937 habitantes. A densidades populacional da era de 465,5 pessoas por quilômetro quadrado. Segundo o censo americano de 2000, a sua população era de 4533 habitantes.
Em 2006, foi estimada uma população de 7443, um aumento de 2910 (64.2%).

## Geografia
De acordo com o United States Census Bureau, a localidade tem uma área de 9,7 km², sem área coberta por água.

## Localidades na vizinhança
O diagrama seguinte representa as localidades num raio de 16 km ao redor de Palmer.